# 5403 Takachiho
5403 Takachiho este un asteroid din centura principală de asteroizi.

## Descriere
5403 Takachiho este un asteroid din centura principală de asteroizi. A fost descoperit pe 20 februarie 1990 la Yatsugatake de Yoshio Kushida și Masaru Inoue. Asteroidul prezintă o orbită caracterizată de o semiaxă mare de 3,02 ua, o excentricitate de 0,07 și o înclinație de 10,3° în raport cu ecliptica.